# Leeza SOHO
Leeza SOHO (en chino: 丽泽SOHO ), también conocido como Li Ze Tower, es un rascacielos situado en el Distrito Empresarial Financiero Lize en Pekín, China. SOHO China adquirió derechos de uso de la tierra en 2013 por ¥1.922 mil millones de RMB (288 millones de dólares). La construcción del edificio empezó en 2015. Este fue inaugurado el 19 de noviembre de 2019. El edificio recibió el segundo puesto en el Emporis Skyscraper Award de 2019.

## Descripción

### Atrio
Su atrio se convirtió tras su construcción en el más alto del mundo, mide unos 194 metros de altura. Este título pertenecía antes al Burj Al Arab, en Dubái. El atrio gira 45° sobre la longitud del edificio para dejar entrar luz natural a todos los pisos. Tiene anillos estructurales en cada planta y cuatro puentes aéreos conectan los niveles 13, 24, 35 y 45,.

### Conexión de metro
Leeza SOHO está localizado en la intersección de líneas 14 y 16 del Metro de Pekín, actualmente en construcción .

### Sotenibilidad
La torre cuenta con un sistema de recolección de agua y con un tejado verde aislante con paneles fotovoltáticos para la captación de energía solar.